# Forlorn Hope
Forlorn Hope é uma peça musical da banda de symphonic metal neerlandesa After Forever, lançada como 11ª faixa do álbum fonográfico "Decipher", o segundo da banda, datado de 2001.
Quanto à tradução lusófona, seu título pode ser interpretado como "Esperança inútil" ou "Esperança improvável".

## Qualidades Musicológicas
Com exatos 252 compassos e cerca 6:21 min de duração, "Forlorn Hope" tem andamento "vivo" nos 200 primeiros compassos (até cerca de 4:32 min) e "moderato" nos 52 últimos (de 4:33 min até 6:21 min).
Escrita para banda, orquestra e coro, é interpretada vocalmente pela cantora lírico-leggero Floor Jansen (vocalista da banda) e pelos cantores extremos Mark Jansen e Sander Gommans (ambos vocalistas e guitarristas da banda), os três como solistas, além de pelo Coral After Forever (cujos coralistas são a soprano Ellen Bakker, a contralto Marga Okhuizen, o tenor Caspar De Jorge e o baixo Hans Cassa). Quanto às linhas melódicas instrumentais, são escritas para 2 guitarras elétricas (por Mark Jansen e Sander Gommans), 1 contrabaixo elétrico (por Luuk van Gerven), 1 bateria (por André Borgman) e teclados sintetizadores (por Lando van Gils), além de para quinteto de cordas, mais especificamente para 2 violinos (por Ebred Reijnen e Noemi Bodden), 1 viola (por Janine Baller), 1 violoncelo (por Carla Schrijner) e 1 contrabaixo acústico (por Roxane Steffer).
Em razão de uma preocupação no que se refere à relação entre música e letra, característica do After Forever, os versos escritos em 1ª e em 3ª pessoas do singular são cantados por cantores solistas, ao passo que aqueles escritos em 1ª pessoa do plural são cantados por coro. E nesta canção, mais precisamente no pré-refrão, Floor Jansen alcança um Lá5, registro altíssimo, só emitido por sopranos lírico-leggero ou ultra leggero.
Em função da letra, a harmonia, em um excerto específico, utiliza-se da escala arábica, cuja melodia é interpretada através de piano, assim como a bateria, além de excertos em semínima a partir da técnica do pedal duplo, toca, na caixa, ritmos militares, fazendo referência à marcha.
Seu caráter é elegante, requintado e, por vezes, galante, mas também atinge níveis de dramaticidade elevadíssimos, principalmente no pré-refrão e no excerto para coro, nos últimos 34 compassos.

## Letra
Escrita originalmente em inglês – a não ser pela citação de duas palavras, uma em hebraico, outra em árabe (a saber, respectivamente: "Shalom" e "Salaam", que se traduzem ao idioma português como "Paz") –, a letra de "Forlorn Hope" trata-se de um grande apelo de paz.
Utilizando-se, como motivo literário, de uma personagem fictícia anônima, a saber, um velho homem de origem árabe que, orgulhoso, mantém seu ódio contra os israelitas, ainda que a Intifada tenha levado seu próprio filho à morte, o texto desta canção assunta os conflitos entre judeus e palestinos no Oriente Médio.
Uma das estrofes do poema se trata de parte de um discurso histórico do ex-primeiro-ministro de Israel Yitzhak Rabin – assassinado em 1995 por um judeu ortodoxo –, pronunciado justamente por ocasião do Prêmio Nobel da Paz, do qual foi ganhador em 1994, e que se encerra com duas palavras: "Shalom" ("paz" em hebraico) e "Salaam" ("paz" em árabe).